# Laura Lepetit
Pour les articles homonymes, voir Lepetit.
Laura Lepetit, née le 3 août 1932 à Rome (Italie) et morte le 6 août 2021 à Poggio Murella, est une éditrice féministe italienne, connue pour avoir fondée la maison d’édition La Tartaruga en 1975.

## Biographie
Laura Maltini naît le 3 août 1932 à Rome. Elle déménage à Milan en 1944, où elle est diplômée en lettres modernes à l’université catholique du Sacré-Cœur. À 24 ans, elle se marie avec l’industriel Guido Lepetit, avec lequel elle aura deux enfants. Après avoir travaillé comme enseignante remplaçante à plusieurs reprises, dans les années 1970 elle reprend avec Anna Maria Gandini et d’autres amis la gestion de la librairie Milano Libri, dont elle est une fréquentatrice assidue.
Laura Lepetit fonde en 1975 la maison d’édition féministe La Tartaruga, après avoir découvert qu’aucun éditeur italien n’avait publié Trois guinées de Virginia Woolf. La maison d’édition ne publie que des livres écrits par des femmes. Les années suivantes, elle publie de nombreux ouvrages d’écrivaines étrangères connues mais pas éditées en Italie, comme Margaret Atwood, Ivy Compton-Burnett, ou encore Nadine Gordimer et Gertrude Stein. Elle publie également des autrices italiennes oubliées comme Anna Banti et Paola Masino, et de jeunes écrivaines comme Francesca Duranti et Silvana Grasso,.
En 1997, Lepetit quitte la direction de La Tartaruga en vendant la maison d’édition à Baldini&Castoldi, qui appartient depuis 2017 à La nave di Teseo,.
Lepetit meurt le 6 août 2021 à Poggio Murella, dans la province de Grosseto.

## Publication
- (it) Autobiografia di una femminista distratta, Nottetempo, 2016

## Distinctions
- chevalière de l’Ordre du Mérite du travail (1987)[1]
- prix Creare è donna (1989)[1]
- prix Editore Donna (1995)[3]
- prix Alghero Donna (2002)